# すなみまさみち
すなみまさみち（1950年7月20日 - ）は文筆家、随筆家、研究者、デザイナー、イラストレイター、タレントなどとして活躍している。
万年筆のコレクターとして知られ、万年筆に関する書籍を4冊執筆している。コレクションは2万本を超えると語っている。書籍の著者名・万年筆コレクターとしてはすなみまさみちを使用し、それ以外は角南雅道を使用する場合がある。

## 略歴
1950年7月20日 東京生まれ。生後すぐに関西へ移住。以後、関西地方を中心に活動。兵庫県尼崎市在住。

## 人物
著書などで東京生まれを強調している。これは典型的関西人であり、関西人以外から嫌われることがあったため、それを避けるためであるとのこと。